# Elektronischer Pressespiegel
Der elektronische Pressespiegel ist ein Pressespiegel auf digitaler Basis, der im Rahmen der Medienbeobachtung auf elektronischem Weg übermittelt wird.
Elektronische Pressespiegel werden von Unternehmen, Behörden und Journalisten genutzt, um sich über die aktuelle Medienberichterstattung und Nachrichtenlage zu informieren. Die Übermittlung erfolgt auf der Basis eines Abonnements oder auf Basis der Zuteilung innerhalb eines Unternehmens. Typischerweise werden elektronische Pressespiegel mit Hilfe von E-Mails übermittelt.
Es gibt unterschiedliche Typen von elektronischen Pressespiegeln. Sie können angelehnt sein an die klassischen Pressespiegel (Ausschnittsdienste), in denen nahezu ausschließlich gedrucktes Material, wie Zeitungs- und Zeitschriftenartikel, verwendet wird. Sie können als Multimedia-Pressedienste auftreten, in denen auch Fernseh- und Hörfunk-Beiträge ausgewertet und nachrichtlich zur Verfügung gestellt werden. Dabei werden entweder Transkripte oder Audio- und Video-Clippings bereitgestellt.
Wie die klassischen Pressespiegel sind die elektronischen Pressespiegel ausschließlich für den innerbetrieblichen Gebrauch bestimmt. Sie dürfen also nicht weiter verwendet oder gar vermarktet werden. Eine Diskussion im Zuge der Novelle des Urheberrechts ist im Gange und kann zu einer Veränderung des Marktes führen.